# Альянс (ансамбль)
«Альянс» — ансамбль бального танцю. Створений у місті Тернополі в 1997 році.
Від 2007 року — народний. Керівник — І. та О. Полигачі. Вихованці — переможці та призери всеукраїнських фестивалів, конкурсів, олімпіад.